# Dennis Peron
Dennis Robert Peron (8 de abril de 1945 - 27 de enero de 2018) fue un activista y empresario estadounidense que se convirtió en líder del movimiento por la legalización del cannabis a lo largo de la década de 1990. Influyó a muchos en California y así cambió el debate político sobre la marihuana en los Estados Unidos.

## Biografía
Peron nació en el Bronx, Nueva York, en el seno de una familia italoestadounidense, y creció en Long Island. Sirvió en la Fuerza Aérea de Estados Unidos en Vietnam, durante la Ofensiva del Tet. Después de la guerra, se mudó al distrito de Castro, en San Francisco, donde se convirtió en un Yippie activo, organizando eventos para fumar para marihuana. También apoyó al activista gay Harvey Milk, también un exresidente de Long Island, quien fue elegido en 1977 para la Junta de Supervisores de San Francisco, el órgano legislativo de la ciudad.
Perón vendió cannabis en las tiendas de Castro y abogó por el cannabis medicinal, ya que vio cómo los pacientes con VIH/sida se beneficiaban de él. Su compañero, Jonathan West, a quien conoció en San Francisco, murió de VIH/sida en 1990. En 1991 Perón organizó la aprobación de la Propuesta «P» de San Francisco, una resolución que pedía al gobierno estatal de California que permitiera el cannabis medicinal, la cual recibió una aprobación del 79% de los votantes. Ese mismo año, cofundó el San Francisco Cannabis Buyers Club, el primer dispensario público de cannabis. Sus negocios habían sido allanados por las autoridades previamente, entre 1978 y 1990. En 1993, Peron y Brownie Mary publicaron conjuntamente un libro de cocina con recetas de comestibles de cannabis.
En 1996, Peron fue coautor de la Proposición 215 de California, que buscaba permitir el uso de cannabis medicinal. Dan Lungren, el fiscal general de California, ordenó una redada policial en el club de Perón, un mes antes de las elecciones y arrestó a Perón. La Proposición 215 se aprobó poco después, lo que permitió que el club reabriera. Más tarde, en 1996, el Partido para la Legalización del Cannabis (Grassroots-Legalize Cannabis Party) de Minnesota presentó a Perón como su nominado en el primer lugar para las elecciones presidenciales de Estados Unidos. Perón recibió 5 400 votos. En 1998, Perón se postuló en las primarias republicanas para gobernador de California contra Lungren, quien ganó las primarias pero perdió las elecciones ante el demócrata Gray Davis.
Perón expresó su apoyo a la despenalización de todo uso de marihuana, en la convicción de que es medicinal, pero no apoyó el uso de la marihuana medicinal en niños. Perón se opuso a la Proposición 19 de California de 2010, que habría legalizado el cannabis recreativo, porque no creía que existiera un uso recreativo como tal, ya que todas las personas que consumen marihuana lo hacen con fines medicinales. Se opuso a la Proposición 64 de California de 2016, la cual fue aprobada por el 57% de los californianos, que legalizó la posesión, cultivo y venta de marihuana en ese estado.
Más tarde en su vida, Perón poseyó y operó un 20 acres (8,1 ha) de una granja canábica cerca de Clearlake, California. La Junta de Supervisores de San Francisco reconoció a Perón, que sufría de cáncer de pulmón en etapa avanzada, con un «Certificado de Honor» en 2017. El supervisor Jeff Sheehy llamó a Peron «el padre del cannabis medicinal». El 27 de enero de 2018, a los 72 años, Perón falleció de cáncer de pulmón en el Centro de Salud de la Administración de Veteranos de Guerra de San Francisco.